# Tadeusz Krupski
Tadeusz Krupski (ur. 15 maja 1888, zm. 20 czerwca 1922 w Warszawie) – major kawalerii Wojska Polskiego, kawaler Orderu Virtuti Militari.

## Życiorys
W czasie I wojny światowej walczył w szeregach Armii Imperium Rosyjskiego, a od 1917 roku w szeregach I Korpusu Polskiego w Rosji jako podrotmistrz 3 Pułku Ułanów. W lipcu 1918 roku, po rozformowaniu pułku, razem z braćmi Konstantym i Kazimierzem Plisowskimi oraz porucznikami: Mieczysławem Borowskim i Perkowiczem wyjechał do Noworosyjska, gdzie wziął udział w formowaniu Dywizjonu 1 Dywizji Jazdy przy 4 Dywizji Strzelców Polskich. Dywizjon był protoplastą 14 Pułku Ułanów Jazłowieckich. Po powrocie do kraju został przeniesiony, w stopniu rotmistrza do 3 Pułku Ułanów Śląskich. 29 lipca 1920 roku w Kaliszu został pomocnikiem rotmistrza Adama Zakrzewskiego, organizatora 203 Pułku Ułanów i czasowo pełniącego obowiązki jego dowódcy. Po objęciu dowództwa pułku przez majora Zygmunta Podhorskiego pełnił obowiązki oficera sztabu. Po zakończeniu działań wojennych kontynuował służbę w 203 Pułku Ułanów, który został przemianowany na 27 Pułk Ułanów i od sierpnia 1921 roku stacjonował w Nieświeżu. 3 maja 1922 roku został zweryfikowany w stopniu majora ze dniem z 1 czerwca 1919 roku i 100. lokatą w korpusie oficerów jazdy. Zmarł 20 czerwca 1922 roku w Warszawie „po długich i ciężkich cierpieniach spowodowanych ranami otrzymanymi w walkach za Ojczyznę”. 23 czerwca 1922 roku pochowany na Powązkach.

## Ordery i odznaczenia
- Krzyż Srebrny Orderu Wojskowego Virtuti Militari[7] nr 2739 – 10 maja 1922[8]
- Krzyż Niepodległości – pośmiertnie, 9 października 1933 „za pracę w dziele odzyskania niepodległości”[9]
- Krzyż Walecznych dwukrotnie[10]